# Bayonetta Origins: Cereza and the Lost Demon
Bayonetta Origins: Cereza and the Lost Demon (ベヨネッタ オリジンズ: セレッサと迷子の悪魔?) è un videogioco del 2023 sviluppato da PlatinumGames e pubblicato da Nintendo per Nintendo Switch. Spin-off della serie Bayonetta, il gioco è un prequel con protagonista Bayonetta, chiamata Cereza nel gioco.

## Accoglienza
Secondo la rivista Famitsū nella prima settimana dalla pubblicazione il gioco ha venduto 6 474 copie fisiche in Giappone.